# Peregrina Quintela Estévez
Peregrina Quintela Estévez (Vigo, 1960) es una catedrática e investigadora de matemática aplicada española, ganadora del Premio María Josefa Wonenburger Planells en 2016, concedido por el Gobierno de Galicia.

## Trayectoria
Quintela se licenció en 1982 en Matemáticas por la Universidad de Santiago de Compostela (USC), donde es catedrática, y posee dos doctorados, uno por la Universidad Autónoma de Madrid (UAM, 1986) y otro por la Pierre et Marie Curie (Paris VI, actualmente Sorbonne Université, 1988). Su tesis doctoral, titulada Elasticidad no lineal: Modelo de Von Karman, fue dirigida por Philippe G. Ciarlet, matemático francés conocido por su trabajo en el análisis matemático del método de elementos finitos aplicado a la elasticidad, y publicada en 1986. Está especializada en modelado matemático, análisis matemático y simulación numérica en modelos de física, ingeniería y ciencias aplicadas. Durante su carrera combinó la dedicación a la enseñanza, a la investigación y a la transferencia del conocimiento matemático a las empresas.
En 1997, publicó su primer libro de Introducción al lenguaje de programación MATLAB  (abreviatura de MATrix LABoratory, «laboratorio de matrices») y sus aplicaciones: una guía sencilla para aprender ese lenguaje de forma natural, progresiva y práctica. En 2000 publicó otros dos libros Ecuaciones diferenciales y Matemáticas e ingeniería con MATLAB. Posteriormente, en 2001, publicó Métodos numéricos en ingeniería.
Desde su fundación, el 30 de septiembre de 2011, Quintela es Presidenta de la Red Española Matemática Industria (math-in), una asociación privada sin ánimo de lucro formada por alrededor de 40 grupos de investigación de una veintena de universidades y centros de investigación españoles.
Coordinó entre 2007 y 2012 la creación del nodo CESGA del Proyecto Consolider Ingenio MATHEMATICA (i-MATH). Este proyecto integró a más de 340 grupos de investigación de toda España y más de 1.700 investigadores e investigadoras en el campo de las matemáticas, gestionado por la Universidad de Cantabria. Específicamente, el Nodo CESGA surgió con la misión de tomar iniciativas encaminadas a la transferencia del conocimiento matemático al sector productivo, promoviendo el uso de métodos y técnicas matemáticas en la industria.
Posteriormente, desde su creación en 2013, es directora del Instituto Tecnológico de Matemática Industrial (Itmati) cuya principal función es la transferencia de tecnología matemática para ayudar a la mejora de la competitividad y apoyar la innovación en el sector productivo.
En 2013 también participó activamente en la fundación del European Service Network of Mathematics for Industry and Innovation (EU-MATHS-IN), siendo primero miembro de su Consejo y, desde 2015, del Executive Board. Asiste a conferencias internacionales de forma muy activa y publica artículos en revistas especializadas.

## Publicaciones
Cuenta con más de 50 artículos Archivado el 9 de julio de 2019 en Wayback Machine. publicados en revistas de primer orden. 14 libros Archivado el 20 de septiembre de 2019 en Wayback Machine. y cerca de una treintena de otras publicaciones Archivado el 9 de julio de 2019 en Wayback Machine., entre las que se cuentan varios artículos de divulgación.

## Reconocimientos
Fue galardonada en 2016 con el Premio María Josefa Wonenburger Planells, que el Gobierno de Galicia otorga anualmente desde el año 2007, a través de la Unidad de Mujer y Ciencia.

## Publicaciones destacadas
- Métodos numéricos en ingeniería.[10]
- Matemáticas en ingeniería con MATLAB.[11]
- Ecuaciones diferenciales.[12]
- Introducción a MATLAB y sus aplicaciones: una guía sencilla para aprender MATLAB de forma natural, progresiva y práctica.[13][3]